# The Flower Pot Men
The Flower Pot Men is een voormalige Britse band, opgericht in 1967 als resultaat van de single Let's Go to San Francisco, opgenomen door sessiemuzikanten, die een grote hit werd in de Britse Top 20 en in continentaal Europa in de herfst van 1967. Het geluid van de groep werd gekenmerkt door rijke, driestemmige vocale harmonieën.

## Bezetting
- Tony Burrows (°14 april 1942)
- Neil Landon (°26 juli 1941)
- Robin Shaw (°6 oktober 1945)
- Pete Nelson (°10 maart 1945)

## Geschiedenis
The Flower Pot Men was een door John Carter en Ken Lewis samengestelde studio-opnameconstructie. Carter en Lewis waren oorspronkelijk de belangrijkste songwriters van The Ivy League. Ze waren met name te horen als achtergrondzangers voor vroege albums van The Who en voor de eerste opname van My World Fell Down van Sagittarius. Ken Lewis vertrok omdat hij niet geïnteresseerd was in toeren, en Carter voegde zich kort daarna bij hem om een muzikaal songwritersduo te creëren.

### Let's Go to San Francisco
Let's Go to San Francisco is geschreven en opgenomen door John Carter en Ken Lewis, een songwritersteam dat bekend staat als Carter & Lewis. De compositie, psychedelisch van aard, vond vocale en instrumentale inspiratie bij The Beach Boys. De naam The Flower Pot Men is afgeleid van de BBC-kindershow Flower Pot Men, met de voor de hand liggende psychedelische woordspelingen op flowerpower en pot (cannabis). In de Verenigde Staten werden ze op radio-airplay algemeen als The Flower Men genoemd, om de verwijzing naar drugs te vermijden.
Het duo gaf de opname in licentie aan Deram Records, die een hit had maar geen groep om het te promoten. Carter en Lewis, die geen zin hadden om op pad te gaan om de plaat te promoten, creëerden de groep uit een zorgvuldig uitgekozen collectief van sessiemuzikanten en vocalisten. Onder leiding van zanger Tony Burrows, die met Carter en Lewis in The Ivy League had gespeeld, omvatte de band ook de begeleidingsband van Billie Davis, en een tijdje later (hoewel niet voor opnamen) de Deep Purple-leden Jon Lord, die Billy Davidson op keyboards verving in januari 1968, en Nick Simper op bas.
Carter en Lewis bleven de komende drie jaar de meeste songs van de band schrijven, opnemen en produceren.

### Andere opnamen
Het vervolg op Let's Go to San Francisco was het gelijkaardige klinkende A Walk in the Sky, uitgebracht in november 1967. Het werd geen hit in het Verenigd Koninkrijk, maar werd nummer 4 in Nederland en was ook populair in Duitsland. Carter en Lewis gingen door met het schrijven en opnemen van nieuw materiaal, maar Deram wilde nog een hit om het succes van Let's Go to San Francisco te evenaren. Toen de derde single Man Without a Woman/You Can Never Be Wrong van Carter-Lewis in april 1968 de hitlijsten niet haalde, liet het label de tourneeband van Roger Greenaway In A Moment of Madness zonder de tussenkomst van Carter en Lewis opnemen, dat de hitlijst evenmin haalde. Zoals Mark Frumento schreef in de albumnotities van het retrospectieve album Listen to the Flowers Grow van The Flower Pot Men, besloot Deram toen dat de naam The Flower Pot Men niet langer commercieel was, en de volgende single Piccolo Man werd uitgebracht onder de bandnaam Friends. De laatste Flower Pot Men-single werd uitgebracht in 1969, maar dit keer verzorgde het schrijversteam Roger Cook en Roger Greenaway de productie.
De bezetting van de Flower Pot Men was toen flink veranderd: Jon Lord en Nick Simper vertrokken in de zomer van 1968, en Neil Landon in december 1968 om leadzanger te worden van Fat Mattress. Hij werd in januari 1969 vervangen door achtergrondbandlid Ricky Wolff. Wolff, Burrows, Shaw en Nelson bleven bij Greenaway, voegden nieuwe muzikanten toe en veranderden hun naam in The White Plains, die in 1970 een hit scoorde met My Baby Loves Lovin'. The Flower Pot Men werd op dat moment ontbonden.

### Na 1970
Burrows en Shaw doken later op in het andere John Carter-project The First Class, waarvan de enige Top 40-hit Beach Baby was. Een harmoniezin kort voor de fade-out van deze plaat verwijst naar Let's Go to San Francisco. Carter nam ook het nummer Let's Go Back To San Francisco (Parts 1 and 2) op, in 1981 uitgebracht als Beautiful People. Later verscheen het nummer op een compilatie van First Class en uiteindelijk verscheen het op een compilatiealbum van The Flower Pot Men.
In 2000 bracht Carter de cd Peace Album/Past Imperfect uit, die twee onuitgebrachte albums van The Flower Pot Men bevatte, opgenomen tussen 1967 en 1969. Burrows treedt nog altijd op in het oude circuit, net als Landon. Shaw is nog altijd onderweg met The White Plains.
De stem van zanger Tony Burrows is ook te horen op veel Britse hitsingles uit die tijd, waaronder My Baby Loves Lovin' van The White Plains, United We Stand van Brotherhood of Man, Love Grows (Where My Rosemary Goes) van Edison Lighthouse, Beach Baby van The First Class en Gimme Dat Ding van The Pipkins.
De connectie Deep Purple-leden Jon Lord en Nick Simper met deze popband werd later gehekeld in de nep-rockdocumentaire Spinal Tap, wiens fictieve eerste hit (Listen to the) Flower People heette en een verwijzing was naar Let's Go to San Francisco.

## Discografie

### Singles
- 1967: Let's Go to San Francisco
- 1967: A Walk in the Sky
- 1968: A Man Without a Woman
- 1969: In a Moment of Madness

### NPO Radio 2 Top 2000
| Nummer met noteringen in de NPO Radio 2 Top 2000 | '00  | '01  |
| ------------------------------------------------ | ---- | ---- |
| Let's Go to San Francisco                        | 1679 | 1461 |

1. ↑  Een vetgedrukt getal geeft de hoogste notering aan.
2. ↑  2000 was het eerste jaar met een notering voor dit nummer.
3. ↑  Deze tabel is bijgewerkt tot en met de laatste editie (2024).